# Wyprawa do ludu Cabuquas
Wyprawa do ludu Cabuquas z 1702 r. – wyprawa grabieżczo-handlowa w Afryce Południowej z udziałem Polaków, odbywająca się w marcu, kwietniu i maju 1702 r. Doprowadziła do pierwszego w dziejach Afryki Południowej bezpośredniego kontaktu pomiędzy europejskimi osadnikami a plemieniem z grupy Bantu oraz pierwszego zbrojnego starcia pomiędzy obydwoma grupami. 

## Organizacja wyprawy
Oficjalnym celem wyprawy miał być handel wymienny z plemionami Hotentotów. W rzeczywistości chciano nawiązać stosunki handlowe z plemionami Bantu i pozyskać stada bydła. Do ścisłego grona organizatorów i przywódców wyprawy (7 osób) należeli Michał Kowalski i Jakub Hofland (obaj z Królewca) oraz Tomasz Tyl z Warszawy. W wyprawie uczestniczyło jeszcze co najmniej dwóch przybyszy z Polski: Henryk Tessner i Bartłomiej Nachtigal (obaj z Gdańska). Z Gdańska pochodził też kolonista Jan Knuppel, który udostępnił swój wóz. Wyprawę sponsorowało także wielu innych osadników z Kolonii Przylądkowej. W ekspedycji wzięło udział 90 mężczyzn, w tym 45 Europejczyków i 45 służących im Hotentotów. Wyposażeni byli w cztery wozy i 32 woły pociągowe oraz w 14 koni wierzchowych.

## Przebieg wyprawy
Wyprawa wyruszyła ok. 23 marca 1702 r. i trwała 2 miesiące. Jej trasa biegła na wschód od ówczesnej Kolonii Przylądkowej. Po przekroczeniu gór Hottentots Holland (Hottentots Hollands Kloof) wyprawa przeszła przez terytoria zamieszkane przez plemiona Khoi Khoi: Sousequas, Hessequas, Gmiris, Attaquas, Gamptouwers, Dammaquas i Moetjensans (Cochesous). Z tego ostatniego plemienia zwerbowano kilku przewodników i tłumaczy. Handel z plemionami Bantu nie powiódł się. W okolicach rzeki Groot-Vis (dziś Prowincja Przylądkowa Wschodnia) koloniści zostali zaatakowani przez grupę 500-600 wojowników z ludu Xhosa (plemię Cabuquas). Atak został odparty. W trakcie potyczki zginęło ponad 20 Afrykanów i jeden kolonista. Pomimo sukcesu, z powodu braku prochu, koloniści zrezygnowali z dalszego marszu na wschód. W drodze powrotnej napadli na hotentockie plemię Inqua i zrabowali duże stado bydła (2 tys.) i owiec (2 tys.). Zdobycz została podzielona pomiędzy uczestników wyprawy.

## Znaczenie wyprawy
Wyprawa miała pionierski charakter docierając ponad 700 km na wschód od Kapsztadu, w okolice rzeki Groot-Vis i wzgórz Bruintjes Hoogte. Po drodze przemierzyła kilka pasm Gór Przylądkowych (Hottentot Holland, Langeberge, Kammanassie, Kouga, Tsitsikamma, Zuurberge, Winterhoekberge, Swartberge), zapadlisko Małego Karoo, potężną dolinę Langkloof oraz kilka wpadających do Oceanu Indyjskiego rzek (Bree, Gouritz, Groot-Gamtoos, Sondags, Groot-Vis). Poprzedzająca ją oficjalna ekspedycja z 1689 r., kierowana przez Isaqa Schrijvera dotarła około 100 km bliżej, w rejon górnego biegu rzeki Sondags. Dopiero wyprawa myśliwych pod przywództwem Hermanusa Hubnera z 1736 r. osiągnęła tereny leżącego dalej na wschód Pondolandu. Trasę Hubnera powtórzyła w 1752 r. oficjalna ekspedycja kolonialna dowodzona przez chorążego Augusta Frederika Beutlera.

## Skutki wyprawy
Wyprawa wywołała niezadowolenie władz Kolonii, które przeprowadziły szczegółowe śledztwo w tej sprawie. Pomimo negatywnej oceny przedsięwzięcia postanowiono nie karać jego uczestników i sponsorów. Wprowadzono jednak zakaz handlu z plemionami afrykańskimi. Nowe przepisy pogorszyły stosunki pomiędzy władzami kolonii a osadnikami i przyczyniły się do otwartego protestu z 1706 r. Doprowadził on z jednej strony do odwołania dotychczasowego gubernatora, z drugiej jednak skłoniło władze do ograniczenia napływu nowych kolonistów. Z tego powodu podstawą demograficzną kształtującej się od 1652 r. społeczność Burów stało się kilkuset dotychczasowych osadników. Byli wśród nich także emigranci z Polski. Późniejsi emigranci (w tym Polacy) wtapiali się w uformowaną do początków XVIII w. społeczność.